# Go Away White
Albums de Bauhaus
Burning from the Inside
(1983)
Go Away White est le cinquième et dernier album studio du groupe de rock britannique Bauhaus, sorti le 3 mars 2008.
Enregistré en 2006, il s'agit du premier album studio du groupe depuis 1983. Reformé en 2005, Bauhaus annonce cependant qu'il se sépare à nouveau peu de temps après la sortie de Go Away White.

## Liste des titres
Toutes les chansons sont écrites et composées par Bauhaus.
| No  | Titre                            | Durée |
| --- | -------------------------------- | ----- |
| 1.  | Too Much 21st Century            | 3:53  |
| 2.  | Adrenalin                        | 5:39  |
| 3.  | Undone                           | 4:46  |
| 4.  | International Bulletproof Talent | 4:02  |
| 5.  | Endless Summer of the Damned     | 4:44  |
| 6.  | Saved                            | 6:27  |
| 7.  | Mirror Remains                   | 4:58  |
| 8.  | Black Stone Heart                | 4:32  |
| 9.  | The Dog's a Vapour               | 6:49  |
| 10. | Zikir                            | 3:04  |

| 11. | Bela Lugosi's Dead (live Coachella Festival 2005) | 9:43 |
| 12. | Dark Entries (live Coachella Festival 2005)       | 3:52 |

## Musiciens
- Peter Murphy : chant
- Daniel Ash : guitares
- David J : basse
- Kevin Haskins : batterie

## Classements hebdomadaires
| Classement (2008)          | Meilleure position |
| -------------------------- | ------------------ |
| États-Unis (Billboard 200) | 105                |
| France (SNEP)              | 183                |